# 潘卡基·阿德瓦尼

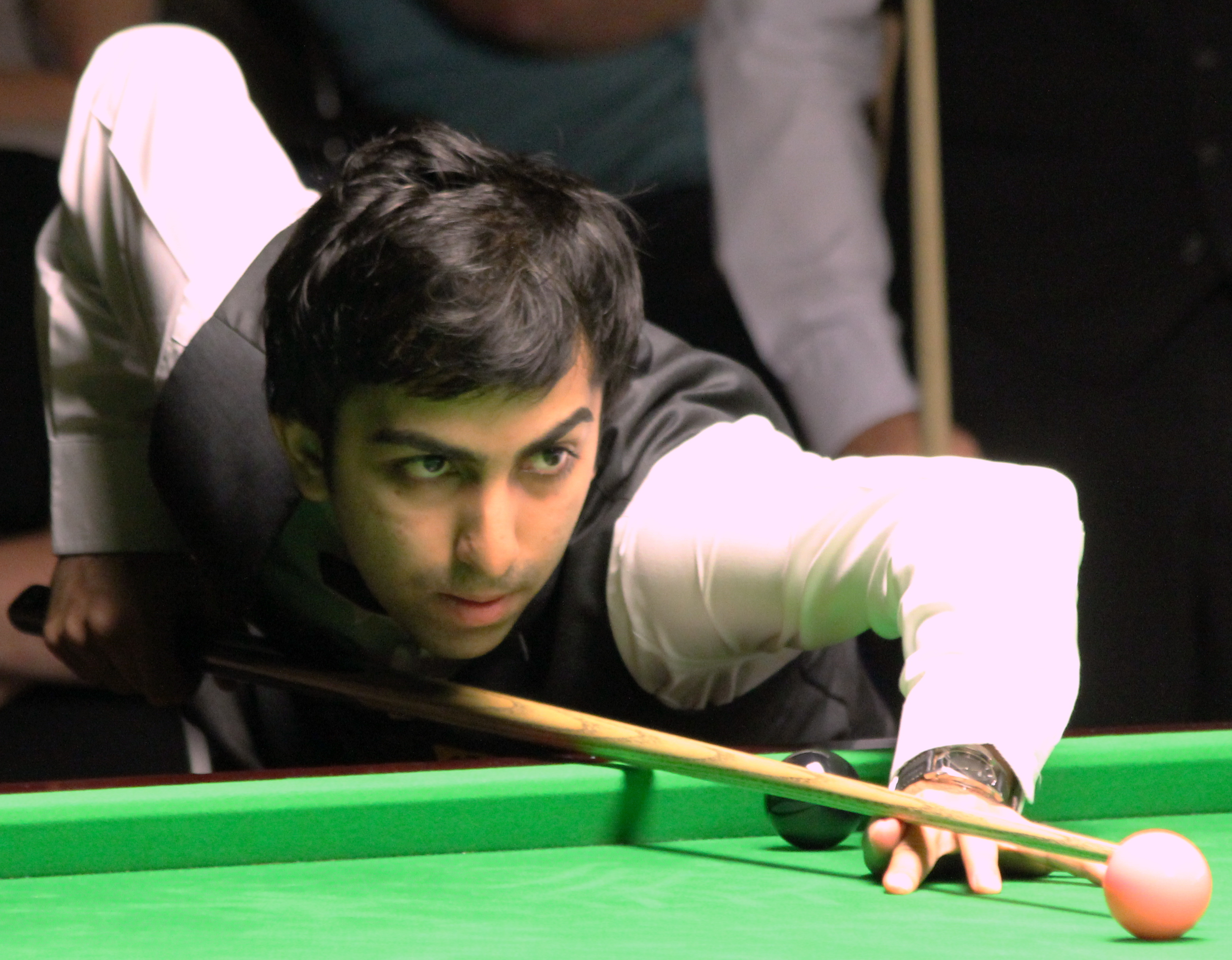
潘卡基·阿德瓦尼

潘卡基·阿爾詹·阿德瓦尼（Pankaj Arjan Advani，1985年7月24日—），出生於浦那，是一名印度英式撞球和司諾克選手。他曾21次獲得英式撞球世界冠軍頭銜，並在多次在同一年贏得世界、亞洲和印度全國冠軍，包括2005年、2008年、2012年以及最近的2017年。
他在2012年成為司諾克職業球員，他在主巡迴賽的第一個賽季是2012/2013賽季。阿德瓦尼在該項目的首次亮相中贏得了2014年IBSF世界六紅球司諾克錦標賽冠軍。因此，他是目前唯一一位贏得兩種司諾克賽制（標準15顆紅球、6紅球）和兩種英式撞球賽制（時間和點數）的世界冠軍球員。阿德瓦尼也是印度第一個6紅球司諾克世界冠軍。自2014年以來，阿德瓦尼一直專注於英式撞球。
為了表彰他的成就，印度政府授予阿德瓦尼多個獎項：2004年的阿周那獎、2006年的拉吉夫·甘地獎、2009年的蓮花士勳章和2018年的蓮花裝勳章。